# Distretto di Ouled Sellam
Il distretto di Ouled Sellam era un distretto della provincia di Batna, in Algeria. Comprendeva tre comuni:
- Ouled Sellam;
- Rahbat;
- Talkhamt.

Il distretto è stato soppresso e accorpato al distretto di Ras El Aioun.